# Mike Mushok

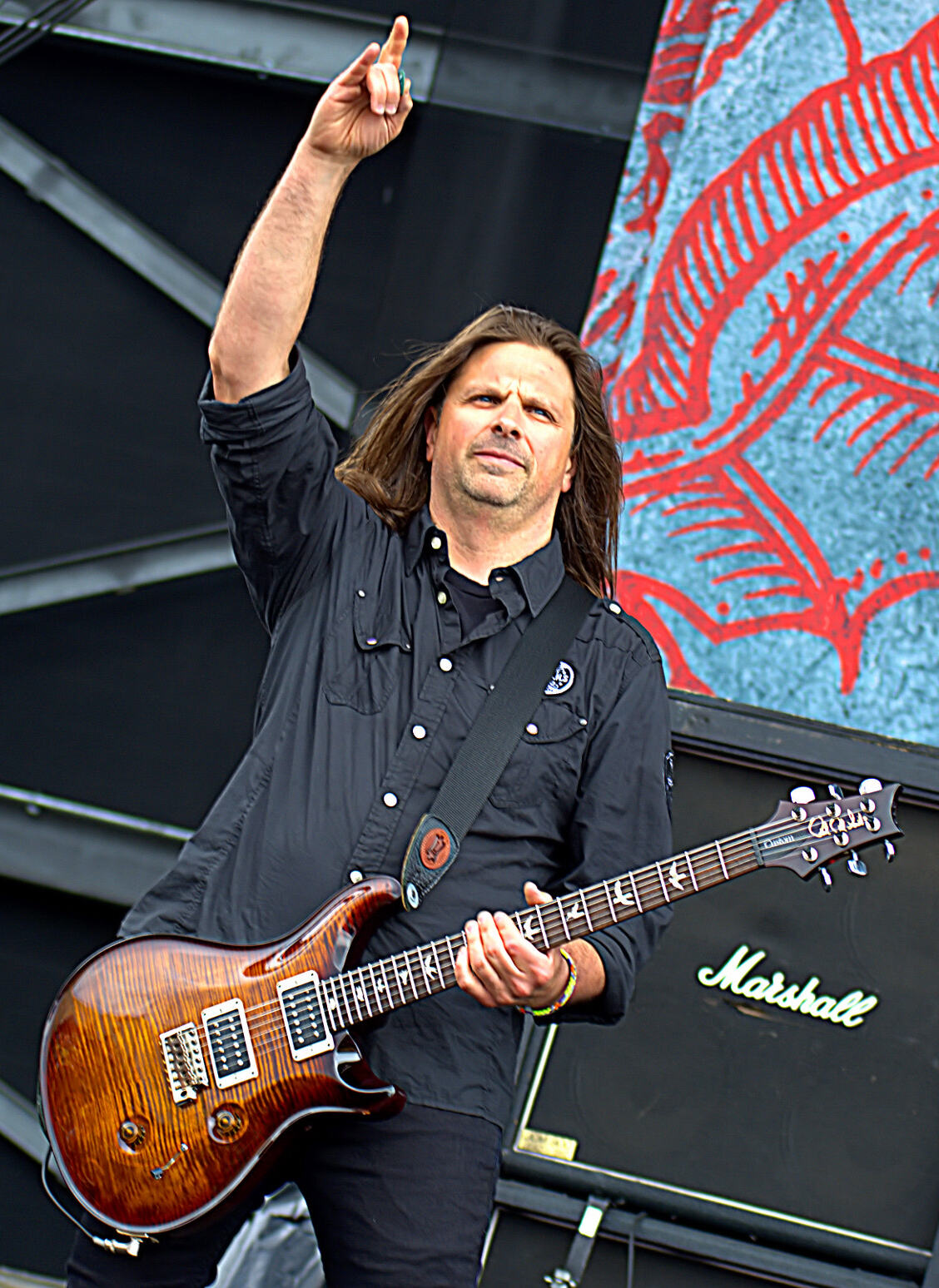
Mike Mushok (2015)

Michael „Mike“ Mushok (* 10. April 1970 in Ludlow) ist ein US-amerikanischer Gitarrist. Er ist Leadgitarrist der Bands Staind und Saint Asonia und ehemaliges Mitglied der Band Newsted.

## Werdegang
Im Alter von sechs Jahren begann Mike Mushok zunächst auf einer akustischen Gitarre zu spielen und war von Folk-Musikern wie James Taylor, Harry Chapin und Jim Croce beeinflusst. Mit zwölf wechselte er zur E-Gitarre, nachdem er Bands wie Led Zeppelin und Van Halen für sich entdeckt hat. Mushok nahm Gitarrenunterricht bei Tony MacAlpine. Als weitere Einflüsse nannte Mushok noch Eddie Van Halen, Jimi Hendrix, Stevie Ray Vaughan und Dimebag Darrell.
Mushok gehörte im Jahre 1995 zu den Gründungsmitgliedern der Band Staind, mit der er sieben Alben veröffentlichte. Drei dieser Alben erreichten Platz eins der US-amerikanischen Albumcharts. Insgesamt konnte die Band weltweit über 15 Millionen Alben verkaufen. Das Musikvideo zu ihrer Single It's Been Awhile wurde bei den MTV Video Music Awards 2001 in der Kategorie Best Rock Video nominiert, der Preis ging jedoch an Limp Bizkit. Staind sind seit 2012 mit kurzen Unterbrechungen inaktiv.
Im Jahre 2013 schloss sich Mushok der Band Newsted an, die vom ehemaligen Metallica-Bassisten Jason Newsted gegründet wurde. Die Band Newsted veröffentlichte eine EP und ein Studioalbum und wurde bei den Loudwire Music Awards 2013 in der Kategorie Beste neue Band nominiert. Der Preis ging jedoch an die Band Device Anfang 2014 löste Jason Newsted die Band wieder auf.
Seit Anfang 2013 arbeitete Mushok mit Adam Gontier, dem ehemaligen Sänger der Band Three Days Grace zusammen. Zwei Jahre später wurde daraus die Band Saint Asonia, die noch im selben Jahr ihr Debütalbum veröffentlichten. Bei den Loudwire Music Awards 2015 wurden Saint Asonia in der Kategorie Beste neue Band ausgezeichnet. Vier Jahre später folgte das zweite Studioalbum Flawed Design.
Mike Mushok ist verheiratet und hat zwei Kinder.

## Diskografie
| mit Staind siehe Abschnitt Diskografie im Artikel Staind | mit Newsted siehe Abschnitt Diskografie im Artikel Newsted | mit Saint Asonia siehe Abschnitt Diskografie im Artikel Saint Asonia |